# Suiformes
I suiformi (Suiformes) sono un sottordine di mammiferi appartenenti all'ordine degli artiodattili.
Caratteristica distintiva del gruppo è la presenza di uno stomaco non propriamente concamerato e, pertanto, ai Suiformi non è permessa la funzione della ruminazione, differendo così dagli altri sottordini degli Artiodattili (tilopodi e ruminanti). La pelle dei Suiformi è abbastanza spessa, con pelo rado ed ha la facoltà di sviluppare uno strato abbondante di lardo. La dentatura è completa e mostra canini a crescita continua che, in alcune specie, fuoriescono dalla bocca a formare zanne per la difesa.
Tra le specie di Suiformi più comuni si hanno: l'ippopotamo, il pecari, il babirussa, il facochero, il potamochero, l'ilocero e il cinghiale nelle sue sottospecie (tra cui il maiale).
Secondo studi, i suiformi sono un gruppo polifiletico poiché gli ippopotamidi hanno una più stretta parentela con i cetacei e i ruminanti che con i suidi.

## Sistematica
Infraordine Paleodonti (Palaeodonta) †
Infraordine Iodonti (Hyodonta) 
- Superfamiglia Entelodontoidei (Entelodontoidea) †
  - Famiglia Ceropotamidi (Choeropotamidae) †
  - Famiglia Cebocheridi (Cebochoeridae) †
  - Famiglia Entelodontidi (Entelodontidae) †
- Superfamiglia Suoidei (Suoidea)
  - Famiglia Suidi (Suidae)
  - Famiglia Taiassuidi (Tayassuidae)

Infraordine Ancodonti (Ancodonta)
- Famiglia Antracoteridi (Anthracotheriidae) †